# 中村征一
中村 征一（なかむら せいいち、1942年（昭和17年）8月1日 - ）は、日本の政治家。元福岡県筑後市長（2期）。

## 来歴
1965年（昭和40年）3月、鹿児島大学農学部卒業。同年4月、福岡県庁に入庁。2001年（平成13年）12月、筑後市の助役に就任。2007年（平成19年）4月、同市の副市長に就任。2009年（平成21年）10月、副市長を辞職。
2009年（平成21年）11月15日執行の筑後市長選挙に無所属で出馬。前筑後市議の弥吉治一郎を破り、初当選。同年12月3日、市長に就任。
2013年（平成25年）、無投票で再選。
76ある行政区を廃止し、11の小学校区コミュニティ協議会に再編する構想を打ち立てたところ、区長会と市議会のあいだで「高齢の市長の行政能力では限界がある」という共通認識が生まれた。2期勇退のレールが敷かれたかのように見えたが、2017年（平成29年）の市議会9月定例会で中村は唐突に3選出馬を表明。同年9月21日、議会最終日に、緊急動議として、中村への辞職勧告決議案が提出される。提出議員は「おごりとも思える言動、議会軽視の姿勢が目につき市長としての素質に疑問を感じる」とその理由を述べ、議長と退席者をのぞく出席議員16名全員が賛成し、同議案は可決された。その結果、中村は立候補を断念した。
2019年、旭日小綬章受章。